# لیبرتی (میسیسیپی)
لیبرتی (به انگلیسی: Liberty) شهرکی در ایالت میسیسیپی کشور ایالات متحده آمریکا است که جمعیت آن در سرشماری سال ۲۰۱۰ میلادی، ۷۲۸
نفر بوده‌است.